# 2022-es Formula–1 ausztrál nagydíj
Az ausztrál nagydíj a 2022-es Formula–1 világbajnokság harmadik futama volt, amelyet 2022. április 8. és április 10. között rendeztek meg a Melbourne Grand Prix Circuit versenypályán, Melbourne-ben. A száguldó cirkusz két év kihagyás után tér vissza a szigetországba.

## Választható keverékek
| Abroncs              | Friss | Használt |
| -------------------- | ----- | -------- |
| Kemény keverék (C2)  |       |          |
| Közepes keverék (C3) |       |          |
| Lágy keverék (C5)    |       |          |
| Átmeneti esőgumi (I) |       |          |
| Teljes esőgumi (W)   |       |          |

## Szabadedzések

### Első szabadedzés
Az ausztrál nagydíj első szabadedzését április 8-án, pénteken délelőtt tartották, magyar idő szerint 5:00-tól.
| helyezés | versenyző        | csapat/motor          | elért idő | különbség | futott kör |
| -------- | ---------------- | --------------------- | --------- | --------- | ---------- |
| 1        | Carlos Sainz Jr. | Ferrari               | 1:19,806  | −         | 24         |
| 2        | Charles Leclerc  | Ferrari               | 1:20,377  | +0,571    | 21         |
| 3        | Sergio Pérez     | Red Bull-RBPT         | 1:20,399  | +0,593    | 20         |
| 4        | Max Verstappen   | Red Bull-RBPT         | 1:20,626  | +0,820    | 22         |
| 5        | Lando Norris     | McLaren-Mercedes      | 1:20,878  | +1,072    | 22         |
| 6        | Esteban Ocon     | Alpine-Renault        | 1:21,004  | +1,198    | 27         |
| 7        | Lewis Hamilton   | Mercedes              | 1:21,027  | +1,221    | 26         |
| 8        | Daniel Ricciardo | McLaren-Mercedes      | 1:21,155  | +1,349    | 23         |
| 9        | Fernando Alonso  | Alpine-Renault        | 1:21,229  | +1,423    | 21         |
| 10       | Valtteri Bottas  | Alfa Romeo-Ferrari    | 1:21,247  | +1,441    | 23         |
| 11       | Cunoda Júki      | AlphaTauri-RBPT       | 1:21,289  | +1,483    | 26         |
| 12       | George Russell   | Mercedes              | 1:21,457  | +1,651    | 26         |
| 13       | Sebastian Vettel | Aston Martin-Mercedes | 1:21,661  | +1,855    | 18         |
| 14       | Pierre Gasly     | AlphaTauri-RBPT       | 1:21,701  | +1,895    | 26         |
| 15       | Csou Kuan-jü     | Alfa Romeo-Ferrari    | 1:21.821  | +2,015    | 21         |
| 16       | Lance Stroll     | Aston Martin-Mercedes | 1:21,869  | +2,063    | 24         |
| 17       | Alexander Albon  | Williams-Mercedes     | 1:22,754  | +2,948    | 25         |
| 18       | Kevin Magnussen  | Haas-Ferrari          | 1:23,186  | +3,380    | 18         |
| 19       | Nicholas Latifi  | Williams-Mercedes     | 1:23,924  | +4,118    | 25         |
| 20       | Mick Schumacher  | Haas-Ferrari          | 1:24,349  | +4,543    | 15         |

### Második szabadedzés
Az ausztrál nagydíj második szabadedzését április 8-án, pénteken délelőtt tartották, magyar idő szerint 8:00-tól.
| helyezés | versenyző        | csapat/motor          | elért idő  | különbség | futott kör |
| -------- | ---------------- | --------------------- | ---------- | --------- | ---------- |
| 1        | Charles Leclerc  | Ferrari               | 1:18,978   | −         | 27         |
| 2        | Max Verstappen   | Red Bull-RBPT         | 1:19,223   | +0,245    | 22         |
| 3        | Carlos Sainz Jr. | Ferrari               | 1:19,376   | +0,398    | 27         |
| 4        | Fernando Alonso  | Alpine-Renault        | 1:19,537   | +0,559    | 22         |
| 5        | Sergio Pérez     | Red Bull-RBPT         | 1:19,658   | +0,680    | 20         |
| 6        | Esteban Ocon     | Alpine-Renault        | 1:19,842   | +0,864    | 25         |
| 7        | Valtteri Bottas  | Alfa Romeo-Ferrari    | 1:20,055   | +1,077    | 25         |
| 8        | Lando Norris     | McLaren-Mercedes      | 1:20,100   | +1,122    | 24         |
| 9        | Pierre Gasly     | AlphaTauri-RBPT       | 1:20,142   | +1,164    | 27         |
| 10       | Daniel Ricciardo | McLaren-Mercedes      | 1:20,203   | +1,225    | 24         |
| 11       | George Russell   | Mercedes              | 1:20,212   | +1,234    | 25         |
| 12       | Cunoda Júki      | AlphaTauri-RBPT       | 1:20,424   | +1,446    | 30         |
| 13       | Lewis Hamilton   | Mercedes              | 1:20,521   | +1,543    | 23         |
| 14       | Lance Stroll     | Aston Martin-Mercedes | 1:20,611   | +1,633    | 28         |
| 15       | Csou Kuan-jü     | Alfa Romeo-Ferrari    | 1:21,063   | +2,085    | 23         |
| 16       | Kevin Magnussen  | Haas-Ferrari          | 1:21,191   | +2,213    | 23         |
| 17       | Alexander Albon  | Williams-Mercedes     | 1:21,912   | +2,934    | 28         |
| 18       | Mick Schumacher  | Haas-Ferrari          | 1:21,974   | +2,996    | 22         |
| 19       | Nicholas Latifi  | Williams-Mercedes     | 1:22,307   | +3,329    | 24         |
| 20       | Sebastian Vettel | Aston Martin-Mercedes | idő nélkül |           | 0          |

### Harmadik szabadedzés
Az ausztrál nagydíj harmadik szabadedzését április 9-én, szombaton délelőtt tartották, magyar idő szerint 5:00-tól.
| helyezés | versenyző        | csapat/motor          | elért idő  | különbség | futott kör |
| -------- | ---------------- | --------------------- | ---------- | --------- | ---------- |
| 1        | Lando Norris     | McLaren-Mercedes      | 1:19,117   | −         | 12         |
| 2        | Charles Leclerc  | Ferrari               | 1:19,249   | +0,132    | 15         |
| 3        | Sergio Pérez     | Red Bull-RBPT         | 1:19,265   | +0,148    | 17         |
| 4        | Fernando Alonso  | Alpine-Renault        | 1:19,275   | +0,158    | 15         |
| 5        | Carlos Sainz Jr. | Ferrari               | 1:19,419   | +0,302    | 17         |
| 6        | Daniel Ricciardo | McLaren-Mercedes      | 1:19,693   | +0,576    | 14         |
| 7        | Max Verstappen   | Red Bull-RBPT         | 1:19,809   | +0,692    | 16         |
| 8        | Lewis Hamilton   | Mercedes              | 1:19,896   | +0,779    | 13         |
| 9        | Valtteri Bottas  | Alfa Romeo-Ferrari    | 1:20,008   | +0,891    | 17         |
| 10       | Cunoda Júki      | AlphaTauri-RBPT       | 1:20,071   | +0,954    | 12         |
| 11       | George Russell   | Mercedes              | 1:20,096   | +0,979    | 16         |
| 12       | Pierre Gasly     | AlphaTauri-RBPT       | 1:20,133   | +1,016    | 14         |
| 13       | Esteban Ocon     | Alpine-Renault        | 1:20,205   | +1,088    | 14         |
| 14       | Mick Schumacher  | Haas-Ferrari          | 1:20,692   | +1,575    | 17         |
| 15       | Csou Kuan-jü     | Alfa Romeo-Ferrari    | 1:20,836   | +1,719    | 16         |
| 16       | Alexander Albon  | Williams-Mercedes     | 1:20,958   | +1,841    | 16         |
| 17       | Kevin Magnussen  | Haas-Ferrari          | 1:21,025   | +1,908    | 14         |
| 18       | Nicholas Latifi  | Williams-Mercedes     | 1:21,050   | +1,933    | 14         |
| 19       | Lance Stroll     | Aston Martin-Mercedes | 1:21,636   | +2,519    | 11         |
| 20       | Sebastian Vettel | Aston Martin-Mercedes | idő nélkül |           | 5          |

## Időmérő edzés
Az ausztrál időmérő edzését április 9-én, szombat délelőtt tartották, magyar idő szerint 8:00-tól.
| helyezés              | rajtszám | versenyző        | csapat/motor          | 1. rész    | 2. rész  | 3. rész    | rajthely | futott kör |
| --------------------- | -------- | ---------------- | --------------------- | ---------- | -------- | ---------- | -------- | ---------- |
| 1                     | 16       | Charles Leclerc  | Ferrari               | 1:18,881   | 1:18,606 | 1:17,868   | 1        | 21         |
| 2                     | 1        | Max Verstappen   | Red Bull-RBPT         | 1:18,580   | 1:18,611 | 1:18,154   | 2        | 21         |
| 3                     | 11       | Sergio Pérez     | Red Bull-RBPT         | 1:18,834   | 1:18,340 | 1:18,240   | 3        | 21         |
| 4                     | 4        | Lando Norris     | McLaren-Mercedes      | 1:19,280   | 1:19,066 | 1:18,703   | 4        | 20         |
| 5                     | 44       | Lewis Hamilton   | Mercedes              | 1:19,401   | 1:19,106 | 1:18,825   | 5        | 28         |
| 6                     | 63       | George Russell   | Mercedes              | 1:19,405   | 1:19,076 | 1:18,933   | 6        | 26         |
| 7                     | 3        | Daniel Ricciardo | McLaren-Mercedes      | 1:19,665   | 1:19,130 | 1:19,032   | 7        | 22         |
| 8                     | 31       | Esteban Ocon     | Alpine-Renault        | 1:19,605   | 1:19,136 | 1:19,061   | 8        | 23         |
| 9                     | 55       | Carlos Sainz Jr. | Ferrari               | 1:18,983   | 1:18,469 | 1:19,408   | 9        | 22         |
| 10                    | 14       | Fernando Alonso  | Alpine-Renault        | 1:19,192   | 1:18,815 | idő nélkül | 10       | 15         |
| 11                    | 10       | Pierre Gasly     | AlphaTauri-RBPT       | 1:19,580   | 1:19,226 |            | 11       | 19         |
| 12                    | 77       | Valtteri Bottas  | Alfa Romeo-Ferrari    | 1:19,251   | 1:19,410 |            | 12       | 13         |
| 13                    | 24       | Csou Kuan-jü     | Alfa Romeo-Ferrari    | 1:19,742   | 1:19,424 |            | 13       | 17         |
| 14                    | 22       | Cunoda Júki      | AlphaTauri-RBPT       | 1:19,910   | 1:20,155 |            | 14       | 16         |
| 15                    | 47       | Mick Schumacher  | Haas-Ferrari          | 1:20,104   | 1:20,465 |            | 15       | 16         |
| 16                    | 20       | Kevin Magnussen  | Haas-Ferrari          | 1:20,254   |          |            | 16       | 11         |
| 17                    | 5        | Sebastian Vettel | Aston Martin-Mercedes | 1:21,149   |          |            | 17       | 3          |
| 18                    | 6        | Nicholas Latifi  | Williams-Mercedes     | 1:21,372   |          |            | 18       | 8          |
| Kiz                   | 23       | Alexander Albon  | Williams-Mercedes     | 1:20,135   |          |            | 20[a]    | 11         |
| –                     | 18       | Lance Stroll     | Aston Martin-Mercedes | idő nélkül |          |            | 19[b]    | 2          |
| 107%-os idő: 1:24,080 |          |                  |                       |            |          |            |          |            |

Megjegyzések:
- ↑ a:  — Alexander Albon 16. helyen végzett, de diszkvalifikálták miután az ellenőrzések során nem volt az autóban 1 liter üzemanyagminta.[6] A versenyen elindulhatott.[7] 3 rajthelyes büntetést is kapott, amiért ütközött az előző futamon Lance Stroll-val.[7][8]
- ↑ b:  — Lance Stroll 3 rajthelyes büntetést kapott, amiért nekiment Nicholas Latifinek a Q1-ben.[8] Nem tudott mért kört futni, de megkapta a rajtengedélyt a futamra.[9]

## Futam
Az ausztrál nagydíj futama április 10-én, vasárnap délután tartották, magyar idő szerint 7:00-kor.
| helyezés | rajtszám | versenyző        | csapat/motor          | futott kör | idő/kiesés oka    | rajthely | pont  |
| -------- | -------- | ---------------- | --------------------- | ---------- | ----------------- | -------- | ----- |
| 1        | 16       | Charles Leclerc  | Ferrari               | 58         | 1:27:46,548       | 1        | 26[a] |
| 2        | 11       | Sergio Pérez     | Red Bull-RBPT         | 58         | +20,524           | 3        | 18    |
| 3        | 63       | George Russell   | Mercedes              | 58         | +25,593           | 6        | 15    |
| 4        | 44       | Lewis Hamilton   | Mercedes              | 58         | +28,543           | 5        | 12    |
| 5        | 4        | Lando Norris     | McLaren-Mercedes      | 58         | +53,303           | 4        | 10    |
| 6        | 3        | Daniel Ricciardo | McLaren-Mercedes      | 58         | +53,737           | 7        | 8     |
| 7        | 31       | Esteban Ocon     | Alpine-Renault        | 58         | +1:01,683         | 8        | 6     |
| 8        | 77       | Valtteri Bottas  | Alfa Romeo-Ferrari    | 58         | +1:08,439         | 12       | 4     |
| 9        | 10       | Pierre Gasly     | AlphaTauri-RBPT       | 58         | +1:16,221         | 11       | 2     |
| 10       | 23       | Alexander Albon  | Williams-Mercedes     | 58         | +1:19,382         | 20       | 1     |
| 11       | 24       | Csou Kuan-jü     | Alfa Romeo-Ferrari    | 58         | +1:21,695         | 14       |       |
| 12       | 18       | Lance Stroll     | Aston Martin-Mercedes | 58         | +1:28,598[b]      | 19       |       |
| 13       | 47       | Mick Schumacher  | Haas-Ferrari          | 57         | +1 kör            | 15       |       |
| 14       | 20       | Kevin Magnussen  | Haas-Ferrari          | 57         | +1 kör            | 16       |       |
| 15       | 22       | Cunoda Júki      | AlphaTauri-RBPT       | 57         | +1 kör            | 13       |       |
| 16       | 6        | Nicholas Latifi  | Williams-Mercedes     | 57         | +1 kör            | 18       |       |
| 17       | 14       | Fernando Alonso  | Alpine-Renault        | 57         | +1 kör            | 10       |       |
| Ki       | 1        | Max Verstappen   | Red Bull-RBPT         | 38         | üzemanyagrendszer | 2        |       |
| Ki       | 5        | Sebastian Vettel | Aston Martin-Mercedes | 22         | baleset           | 17       |       |
| Ki       | 55       | Carlos Sainz Jr. | Ferrari               | 1          | kicsúszás         | 9        |       |

Megjegyzések:
- ↑ a:  Charles Leclerc a helyezéséért járó pontok mellett a versenyben futott leggyorsabb körért további 1 pontot szerzett.
- ↑ b:  Lance Stroll 5 másodperces időbüntetést kapott, amiért beleegyezett az őt előzni készülő Valtteri Bottas előtt.[10]

## A világbajnokság állása a verseny után
| H   | Versenyzők       | Pont | H   | Konstruktőrök         | Pont |
| --- | ---------------- | ---- | --- | --------------------- | ---- |
| 1.  | Charles Leclerc  | 71   | 1.  | Ferrari               | 104  |
| 2.  | George Russell   | 37   | 2.  | Mercedes              | 65   |
| 3.  | Carlos Sainz Jr. | 33   | 3.  | Red Bull-RBPT         | 55   |
| 4.  | Sergio Pérez     | 30   | 4.  | McLaren-Mercedes      | 24   |
| 5.  | Lewis Hamilton   | 28   | 5.  | Alpine-Renault        | 22   |
| 6.  | Max Verstappen   | 25   | 6.  | Alfa Romeo-Ferrari    | 13   |
| 7.  | Esteban Ocon     | 20   | 7.  | Haas-Ferrari          | 12   |
| 8.  | Lando Norris     | 16   | 8.  | AlphaTauri-RBPT       | 10   |
| 9.  | Kevin Magnussen  | 12   | 9.  | Williams-Mercedes     | 1    |
| 10. | Valtteri Bottas  | 12   | 10. | Aston Martin-Mercedes | 0    |

(A teljes táblázat)

## Statisztikák
- Vezető helyen:
  - Charles Leclerc: 58 kör (1-58)
- Charles Leclerc 11. pole-pozíciója, 7. versenyben futott leggyorsabb köre. és 4. futamgyőzelme, ezzel pedig második mesterhármasa, valamint első Grand Chelem-e.[11]
- A Ferrari 240. futamgyőzelme.
- Charles Leclerc 16., Sergio Pérez 16., George Russell 2. dobogós helyezése.